# 五古·挽易昌陶
《五古·挽易昌陶》是毛泽东写于1915年5月的一首五古诗文。该诗乃易昌陶病逝后，诗人为悼念挚友而作，既表达了对良友早逝的悲痛心情，又抒发了忧国伤时的情怀。1915年5月23日，学校举行追悼会，并收集256幅挽联，毛泽东除了此诗后还送挽联一首。这首诗歌诗人抄录在1915年6月25日致湘生的信中，该诗最早发表在湖南出版社1990年7月版《毛泽东早期文稿》。